# Juan de Katavas
Juan de Katavas (en griego: Ιωάννης Καταβάς), fue un caballero y regente del Principado de Acaya, en la Grecia franca.
Se desconoce acerca de sus primeros años de vida. Era uno de los vasallos de la Baronía de Karitena (uno de los feudos del principado). Estaba casado con una mujer cuyo nombre es desconocido y que además era la amante del barón de Karitena, Godofredo de Briel. Aparece en las fuentes en 1263, como regente de Acaya en ausencia del príncipe, Guillermo II de Villehardouin (ya que este había sido tomado prisionero por los bizantinos después de la batalla de Pelagonia en 1259). Según la Crónica de Morea, Katavas era un hombre conocido por su valentía, pero para ese momento era viejo y sufría de gota. En ese mismo año de 1263 defendió Andravida (la capital del principado) de un gran ejército bizantino, que había invadido las posesiones latinas en Morea. En un estrecho desfiladero en Prinitza (cerca de la antigua Olimpia), Katavas atacó al ejército bizantino con una pequeña fuerza y le infligió una gran derrota. Después de este suceso, las fuentes no mencionan nada más sobre Katavas. Su contribución en la victoria de Prinitza, impidió que el emperador bizantino Miguel VIII Paleólogo, reconquistara la totalidad de Morea.